# 段韶
段韶（6世紀—571年10月18日），字孝先，小名铁伐，武威郡姑臧县（今甘肃省武威市）人，北魏、东魏、北齐官员。

## 生平
段韶少工骑射，有将领才略。跟随姨夫高欢征伐，翦除尔朱势力，因为他的谋略被高欢器重。528年（建義元年），領親信都督。531年（中興元年）在高欢属下对抗爾朱兆，广阿之战。击退爾朱兆，攻破鄴城劉誕。532年（中興二年），参加韓陵之战，率部下充当先鋒，攻克爾朱氏之陣。533年（永熙二年），随高欢进入晋陽，追击爾朱兆到赤谼嶺，大破爾朱兆。以軍功封下洛县男。
536年（天平三年），参加攻打西魏夏州，俘获斛律弥娥突（斛抜俄弥突），加龍驤将軍、諫議大夫，累進武衛将軍。後受父爵姑臧县侯，让下洛县男的爵位给異母弟段寧安。
武定元年三月十九（543年5月8日），东魏和西魏展开邙山之战。东魏士兵中有向西魏投降的，将高欢所在报告了宇文泰。当时宇文泰看到高欢的旗帜和战鼓，认出了他，就招募勇士三千人，都手拿短兵刃，配属给贺拔胜进攻高欢。贺拔胜正好和高欢相遇，连续的叱骂，喊着高欢的胡人名字说：“贺六浑，我贺拔破胡一定要杀了你！”贺拔胜拿着槊与十三名骑兵追逐，奔驰数里，槊刃就快要刺向高欢，高欢汗流浃背，呼吸几乎要停止，东魏河州刺史刘洪徽在旁边向贺拔胜射击，射中贺拔胜部下两名骑兵，武卫将军段韶射向了贺拔胜的战马，战马被射死。等到贺拔胜的备用马匹来到，高欢已经逃走。贺拔胜感叹地说：“今天的事，我没带弓箭，天意啊！”
546年（武定四年），参加玉壁之战。高欢战场得病，玉壁城没有攻下，退回晋陽。派遣段韶和高洋回到鄴城，代高澄留守鄴城，高澄被召至晋陽。高欢临死，遺命高澄，军国重事要先与段韶谋划。
547年（武定五年）春，高欢在晋陽去世，侯景反乱，高澄回到邺城，段韶封長乐郡公，別封真定县男，任代行并州刺史，镇守晋阳。
550年（天保元年），北齐建国，段韶別封朝陵县，又封霸城县，加特進位。为继母梁氏求封为安定郡君，霸城县侯爵位让给異母弟段孝言。十月，任尚書右僕射。
552年（天保三年），出任冀州刺史、六州大都督，有善政。553年（天保四年）十二月，南梁将軍東方白額潜入宿預，扇動北齐南境百姓殺害長吏，淮水、泗水流域騒动。
554年（天保五年）二月，齐文宣帝派段韶率军击破梁将严超达，尹恩令、东方白额等人。梁严超达軍迫近涇州，陳霸先率兵侵攻广陵，北齐刺史王敬宝派使者告急。尹思令率军一万人袭击盱眙。段韶留儀同敬显儁、堯難宗守宿預，自率数千兵急行涇州。途经盱眙，尹思令見段韶軍後逃走。段韶進与严超达会战，击败严超达，获得他们的军资器物。段韶赴广陵，陈霸先不战而逃。追到楊子柵，望見揚州城後回到宿預。六月、段韶派遣辩士向東方白額分说利害，東方白額開門降伏。段韶斬東方白額，将他诸弟的首級送到鄴城。段韶因功績封平原郡王。
555年（天保六年），清河王高岳攻克郢州，俘虏陸法和、段韶入郢州，築魯城，在新蔡立郭默戍归还。558年（天保九年），上司空。559年（天保十年）十一月，转任司徒。560年（乾明元年），任大将軍，兼太子太師。561年（大寧元年）十一月，转任大司馬。
562年（大寧二年），任并州刺史。同年（河清元年）七月，高归彦在冀州作乱，段韶和東安王娄睿镇压反乱。转任太傅，高归彦所有的果樹園一千畝给了段韶。
563年（河清二年）十二月，周武帝派遣北周柱国大将军杨忠领步骑军一万和突厥汗國木汗可汗从北道伐齐，大将军达奚武自南道出平阳，计划会师晋阳。齐武成帝从鄴城急行救援晋陽。大雪之後，周軍以步兵为先頭下西山到城西二里。北齐諸将想要逆击周军，段韶认为積雪深厚，積極的攻击对己不利，進言以逸待劳之策。564年（河清三年）正月，齐軍破周軍，周軍先鋒步兵全灭。残余周軍在日暮时逃走。段韶率騎兵追击，追到北周境内归还。段韶因功別封怀州武德郡公，進太師。
北周大冢宰宇文护之母閻氏入北齐中山宮，宇文護听说閻氏还活着，请求北齐归还母亲閻氏。当时突厥多次侵攻，段韶率軍守卫北边。武成帝派遣黄門徐世荣向段韶征求意見。段韶以为北周没有信用建议不要送回阎氏，武成帝不听，送宇文護之母回到北周。
宇文护接回母亲後，放弃和約，率军二十万伐北齐，派遣柱国尉迟迥率军十万攻打北齐洛阳，北齐派遣蘭陵王高長恭、大将軍斛律光率軍進至邙山，以解除洛陽之围。段韶得到武成帝的許可从晋陽率一千騎南下，和高長恭合兵，段韶为左軍，高長恭为中軍，斛律光为右軍，与周軍对峙。段韶在周軍阵前非難宇文護背信之事，周軍以步兵在前登山作战。段韶以騎兵後退，待使北周步兵疲弊，再下馬反攻，周軍战线崩溃。周軍追至溪谷，落谷死者很多，洛陽之围解除，周军逃走。邙山到穀水30里，周軍遺棄物資漫山遍野。武成帝赴洛陽。在河阴开酒宴慰劳将士，以段韶任太宰，以功封灵武县公。
段韶为将，长于谋略，善于安抚兵众，能得将士死力。历事北齐七主，名重一时。565年（河清四年）兼太尉。567年（天統三年）任左丞相，封永昌郡公。官至太师。段韶好色爱财，常常穿便服离家和民间女子私混。战场上，他善于抚众，能得将士死力，但是在家中十分吝啬，对亲戚故旧从来不接济，他的儿子段懿娶公主，有的吏员在他家帮忙十几天，事毕后，每人仅赏赐一杯酒。
571年（武平二年）正月，段韶出晋州道，到定隴筑威敵、平寇二城归还。二月，北周軍来攻，段韶和右丞相斛律光、太尉蘭陵王高長恭出兵防御。三月，到达西部国境。以慎重態度説服諸将，抵御北周军至柏谷城（今河南省宜阳县南）。因为柏谷险峻，不愿意攻城。段韶以火箭射之，断去要路，援兵不可救。一局攻破，俘虏北周儀同薛敬礼，斬首很多敌人，俘获很多人马，在華谷築城，置兵士驻守归還。段韶被封为广平郡公。
同月，北周侵边。斛律光先行討伐，段韶随后出軍。五月，攻服秦城。北周在姚襄城南筑城截断交通，段韶计划北襲。派兵渡河，和姚襄城中内应者联合，内外呼应攻下姚襄城，儀同若干显宝被俘。六月，段韶和兰陵王高长恭率军围攻定阳（今山西省吉县）。城主杨敷固守不降。段韶登山观望城中形勢，定下攻城计划。七月，定陽外城陷落，很多周兵被斬首。击破外城后，段韶在军中得病，以子城没有陷落，他对高长恭说定阳三面环山，没有退路，只有东南，敌人必然从此突围，可以伏兵而待。高长恭按照段韶的部署，从東南包围薄弱处，引诱城内周兵突围。周兵从夜間逃走，伏兵袭击，突围的周兵和城主杨敷被俘虏。
段韶病重，领軍先還。因功別封乐陵郡公。九月己未（571年10月18日）病逝。追贈假黄鉞、使持節、都督朔并定趙冀滄齐兖梁洛晋建十二州諸軍事、相国、太尉、録尚書事、朔州刺史，谥号忠武。長子段懿嗣位。

## 种族
中国社会科学院民族学与人类研究所博士后温拓指出，段韶小字铁伐，正所谓“北人谓胡父鲜卑母为‘铁弗’”，“铁弗”、“铁伐”一声之转，并无差异可言，段荣本人之妻与高欢之妻为亲姐妹，同为娄氏，娄氏也为鲜卑姓氏自不必言，那么段荣亦当为胡姓才能符合“胡父鲜卑母”的判断。

## 家庭

### 父母
- 段荣，东魏山东大行台、大都督、武威昭景王
- 娄信相，赠司徒娄内干长女

### 兄弟姐妹
- 段孝言，異母弟，北周上开府
- 段宁安，东魏下洛县男
- 段昭仪，嫁高洋

### 妻妾
- 元渠姨，追尊魏昭成帝拓跋什翼犍玄孙女，定州刺史元蒲仁之女，生段懿、段深、段德堪[7]
- 皇甫氏，原为东魏黄门郎元瑀之妻，因为元瑀弟弟元谨谋逆被收入官府，因为容貌姿质很美，段韶坚决请求将皇甫氏赐给自己，高澄难以违背段韶的意思，就将皇甫氏赐给段韶，段韶将皇甫氏置于另外的住宅，对待的礼仪上和正妻一样[8][9]

### 子女
- 段懿，以神武帝高欢之女潁川長公主为妻，行台右僕射、殿中尚書、兗州刺史
- 段深，以武成帝高湛之女東安公主为妻，济北王，徐州行台左僕射、徐州刺史，入北周为大将軍
- 段德举，入北周，高元海之乱被殺害
- 段德衡，開府儀同三司、济州刺史，北周儀同大将軍
- 段德堪，北齐上郡王，隋汴州刺史、汝南郡太守
- 段德操，唐朝右武卫将军、平原郡公[10]
- 段德谐，北齐直荡都督[11]
- 段德濬，陇州刺史[12]